# Хромачёва, Ирина Павловна
Ири́на Па́вловна Хромачёва(род. 12 мая 1995, Москва) — российская теннисистка; финалистка Кубка Федерации (2013) в составе национальной сборной России; победительница девяти турниров WTA в парном разряде; бывшая первая ракетка мира в юниорском рейтинге; победительница трёх юниорских турниров Большого шлема в парном разряде; финалистка одного юниорского турнира Большого шлема в одиночном разряде (Уимблдон-2011); финалистка двух юниорских турниров Большого шлема в парном разряде (Уимблдон-2010, Открытый чемпионат Австралии-2012).

## Общая информация
Ирина — младшая из двух детей Павла и Натальи Хромачёвых, которые имеют свой бизнес в России. Её брат на 10 лет старше.
Россиянка пришла в спорт в три года, когда родители записали её в секцию фигурного катания. Вскоре, однако, желание заниматься этим видом спорта исчезло — неудачное падение на одной из тренировок привело к перелому голени. Параллельно Ирина занималась в художественной школе, а также стала заниматься теннисом (в спорткомплексе в Сокольниках). После нескольких удачных опытов на любительском уровне Ирина вскоре стала заниматься в теннисной секции на Ширяевом поле. Ряд смен тренеров приводят к тому, что в 2008 году Хромачёва перешла в бельгийскую академию «Шестое чувство» Жюстин Энен; параллельно одним из её спонсоров стала компания Adidas.

## Спортивная карьера

### Юниорские годы
После нескольких лет тренировок Ирина стала играть первые юниорские турниры. Вскоре она стала чемпионкой Москвы по теннису в своём возрасте, также неплохо удавались матчи с теннисистками из старших возрастных категорий. В 2005 году Ирина впервые вошла в состав сборной России на один из международных турниров: довольно представительный датский турнир среди игроков не старше 12 лет в итоге покорился юным россиянкам, Хромачёва выиграла несколько матчей. Через год Ирина в составе сборной Москвы стала чемпионкой России в своей возрастной группе.
После нескольких лет успешных соревнований в различных юниорских турнирах Хромачёва в октябре 2008 года дебютирует в международных турнирах в старшей возрастной группе. Первый опыт оказывается весьма удачным — на бельгийском G4 в одиночном разряде россиянка уступает в первом круге, но в паре выигрывает турнир. Одиночная неудача была исправлена уже на следующих турнирах — три соревнования были выиграны сразу и в одиночном и в парном разряде.
Менее чем за год россиянка набирает достаточный рейтинг, чтобы принять участие в юниорском турнире Большого шлема — во Франции. Незадолго до этого добыт первый финал турнира G1 в парном разряде — на турнире в Шарлеруа. Постепенно набираясь опыта, Ирина осенью 2009 года впервые выходит в полуфинал парного юниорского турнира Большого шлема (в США, вместе с Дарьей Гавриловой). В следующие несколько месяцев улучшаются результаты и в одиночном разряде — россиянке покоряются несколько турниров G1, а на Ролан Гаррос-2011 она наконец удачно играет и на турнирах Большого шлема, выйдя в полуфинал. Через месяц удаётся улучшить и свой результат в парных соревнованиях в рамках турниров Большого шлема: россиянка и украинка Элина Свитолина доходят до титульного матча, где уступают паре Тимея Бабош / Слоан Стивенс.
Через год рост стабильности результатов в одиночном и парном разряде приводят к тому, что Хромачёва возглавляет юниорский рейтинг, выигрывает множество одиночных и парных турниров. Парные результаты по-прежнему несколько лучше одиночных: например на турнирах Большого шлема в дуэтах взято два титула, а в одиночных турнирах добыт лишь один финал. Тем не менее общий уровень стабильности результатов оказывается таковым, что по итогам года у Ирины не было конкурентов в борьбе за звание лучшей юниорки мира по версии ITF.
В 2012 году россиянка пыталась добыть одиночный титул на турнирах Большого шлема, но так этого и не добилась. После Открытого чемпионата Франции Ирина завершила юниорскую карьеру.

### Начало взрослой карьеры
C 2010 года Хромачёва начинает играть взрослые турниры. На своём третьем турнире — в июле, на 25-тысячнике из цикла ITF в Бельгии — она впервые пробивается в полуфинал одиночного соревнования, а также выходит в финал в паре. Через год — в рамках весенней серии турниров в Новом Свете — удаётся выиграть свои первые титулы как в одиночном, так и в парном разряде, победив на 10-тысячнике в Бразилии. Осенью того года россиянка одерживает свои первые победы над игроками топ-200, обыграв на 50-тысячнике в Телави Реку-Луцу Яни и Лесю Цуренко.
2012 год начинается с квалификации на Открытого чемпионата Австралии, где Ирина останавливается в шаге от выхода в основу, переиграв Бибиану Схофс и Регину Куликову. Этот результат позволяет Хромачёвой впервые войти в топ-300 одиночного рейтинга. За следующие пять месяцев, благодаря серии стабильных выступлений на австралийских и европейских турнирах россиянка отыгрывает в рейтинге ещё сотню позиций, а также выигрывает 25-тысячник (в Перигё). В это же время начинают улучшаться и результаты в паре — Хромачёва трижды играет в финалах турниров ITF и берёт два титула (в Кьяссо её партнёршей выступает Дарья Гаврилова, а в Сен-Годенсе — Весна Долонц). В октябре в парном разряде состоялся дебют Хромачёвой в WTA-туре на турнире в Люксембурге.
В 2013 году Хромачёва смогла выиграть один 25-тысячник ITF в одиночном разряде и три в парном. В ноябре она сыграла первые матчи за сборную России в розыгрыше Кубка Федерации. Дебют пришёлся сразу на неудачный для россиянок финал со сборной Италии. В первый день она проиграла Саре Эррани, а во второй день с Маргаритой Гаспарян уступила парный матч Карин Кнапп и Флавии Пеннетте.
За 2014 год Хромачёва выиграла один турнир ITF в одиночном и шесть в парном разряде. В 2015 году она выиграла два 25-тысячника ITF и шесть в парах. На старте сезона 2016 года она получила Уайлд-кард на турнир WTA в Шэньчжэне, но проиграла в первом же раунде. В феврале Хромачёва выиграла 25-тысячник ITF в Москве, а в марте турнир такого же ранга в Мексике. В мае россиянке удалось победить на 50-тысячнике Сен-Годенсе, в финале которого была обыграна Мария Саккари. В июле она смогла выйти в четвертьфинал турнира в Гштаде. В сентябре Хромачёва взяла титул ещё на одном 50-тысячнике в Будапеште, а после этого выиграла парный 100-тысячник в Биаррице в дуэте с Мариной Заневской. После выхода в четвертьфинал турнира в Ташкенте Ирина смогла подняться в топ-100 одиночного рейтинга и по итогам сезона заняла 93-е место.

### 2017—2021
На Открытом чемпионате Австралии 2017 года Хромачёва впервые сыграла в основной сетке взрослого турнира серии Большого шлема. В первом раунде она попала на румынку Сорану Кырстю которой взяла три гейма за весь матч. В марте она выиграла 25-тысячник из цикла ITF в Бразилии. Летом она также дебютировала в основной сетке Ролан Гаррос и Уимблдона, но проиграла в первом раунде. В сентябре на 25-тысячнике цикла ITF в Балатонбогларе (Венгрия) Ирина Хромачёва вместе с Дианой Марцинкевич из Латвии стала победительницей в парном разряде, одержав победу над венгеркой Агнеш Букта и словачкой Вивьен Юхасовой со счётом 6:4, 6:3. В октябре в Португалии она выиграла 25-тысячник уже в одиночном разряде. В конце года Хромачёва в команде с Далилой Якупович из Словении смогла выйти в два финала на турнирах младшей серии WTA 125 в Хуахине и Мумбаи.
Сезон 2018 года Хромачёва и Якупович начали с выигрыша 25-тысячника в Австралии. В феврале Ирина выиграла 25-тысячник уже в одиночном разряде. В апреле партнёрство с Якупович принесло россиянке первый титул в WTA-туре. Их дуэт смог победить на грунтовом турнире в Боготе. В мае Хромачёва триумфально выступила на турнире серии WTA 125 в Аньнине, завоевав главный приз в одиночном и парном (с Якупович) разрядах. На Открытом чемпионате Франции Хромачёва и Якупович прошли в третий раунд в женских парах. Ещё дальше — до четвертьфинала они смогли продвинуться на Открытом чемпионате США. В сентябре в альянсе с Ниной Стоянович россиянка выиграла парный приз 60-тысячника ITF, которой проводился в Валенсии. В ноябре 2018 года Хромачёва пробилась в финал турнира серии WTA 125 в Мумбаи, но уступила Луксике Кумхум из Таиланда со счётом 6-1, 2-6, 3-6. По итогам сезона Ирина заняла 46-е место в парном рейтинге.
В феврале 2019 года Хромачёва дошла до финала 60 тысяника из цикла ITF в Лонсестоне (Австралия), в котором проиграла теннисистке из Казахстана Елене Рыбакиной досрочно завершив матч во втором сете. В апреле 2019 на турнире Премьер-серии в Чарлстоне (США) в парном разряде совместно с соотечественницей Вероникой Кудерметовой дошли до финала, где проиграли паре Алиция Росольская (Польша) и Анна-Лена Грёнефельд (Германия) в двух сетах, первый из которых завершился тай-брейком со счётом 9-7 в пользу соперниц.
В сентябре 2019 года стало известно, что Хромачёву отстранили на месяц от соревнований за предложение другой теннисистке своего места в квалификации турнира в Индиан-Уэллсе в обмен на призовые. Отстранение сроком в один месяц не повлияло на выступлениях россиянки, так как она на тот момент уже более пяти месяцев не играла из-за проблем со здоровьем. Возвращение на корт состоялось в ноябре того же года.
В сентябре 2020 года, благодаря отказу от участия на Открытом чемпионате США Симоны Халеп, Хромачёва впервые за три года сыграла в основной сетке Большого шлема, но проиграла на старте Шелби Роджерс.
В мае 2021 года она выиграла первый турнир за три года, став победительницей 60-тысячника из цикла ITF в Испании.

### 2022—2024
В середине апреля 2024 года стала победительницей в парном разряде вместе с венгеркой Тимея Бабош турнира WTA-250 в Руане (Франция), где она в финале победила британок Майю Ламсден и Нейкту Бэйнс со счётом 6-3, 6-4.
В середине мая 2024 года стала победительницей в парном разряде вместе с казахстанской тенниской Анной Данилиной турнира WTA-125 в Парме (Италия), где она в финале победила Ингрид Мартинс и Эликсан Лешемию со счётом 6-1, 6-2.
В конце мая 2024 года стала победительницей в парном разряде вместе с соотечественницей Яной Сизиковой турнира в Рабате, где она в финале победила Анну Данилину и Сюй Ифань со счётом 6-3, 6-2.
В сентябре 2024 года совместно с Анной Данилиной выиграла в парном разряде турнир WTA 500 в Гвадалахаре, а затем и турнира WTA 250 в Хуахине.
13 октября 2024 года в финале турнира серии WTA 1000 в Ухане совместно с Анной Данилиной победила Джессику Пегулу и Эйжу Мухаммад, завоевав самый крупный титул в карьере.

## Итоговое место в рейтинге WTA по годам[14]
| Год  | Одиночный рейтинг | Парный рейтинг |
| 2024 | 1094              | 18             |
| 2023 | 391               | 65             |
| 2022 | 238               | 137            |
| 2021 | 346               | 197            |
| 2020 | 634               | 181            |
| 2019 | 466               | 125            |
| 2018 | 131               | 46             |
| 2017 | 161               | 84             |
| 2016 | 93                | 146            |
| 2015 | 240               | 137            |
| 2014 | 234               | 179            |
| 2013 | 249               | 235            |
| 2012 | 176               | 181            |
| 2011 | 402               | 756            |

## Выступления на турнирах

### Финалы турнировWTA 125иITFв одиночном разряде (31)

#### Победы (19)
| Легенда:                  |
| ------------------------- |
| WTA 125 (1+6)             |
| 100.000 USD (0+1)         |
| 80.000 (75.000) USD (0+1) |
| 60.000 (50.000) USD (5+5) |
| 40.000 USD (0+1)          |
| 25.000 USD (10+23)        |
| 15.000 (10.000) USD (3+3) |

| Титулы по покрытиям | Титулы по месту проведения матчей турнира |
| ------------------- | ----------------------------------------- |
| Хард (6+7)          | Зал (3)                                   |
| Грунт (12+33)       | Зал (3)                                   |
| Трава (0)           | Открытый воздух (16+40)                   |
| Ковёр (1)           | Открытый воздух (16+40)                   |

| №   | Дата             | Турнир                            | Покрытие   | Соперница в финале      | Счёт           |
| 1.  | 2 апреля 2011    | Рибейран-Прету, Бразилия          | Грунт      | Виктория Малова         | 6-1 6-3        |
| 2.  | 7 мая 2011       | Казарано, Италия                  | Грунт      | Анна Шефер              | 6-3 6-4        |
| 3.  | 30 июня 2012     | Перигё, Франция                   | Грунт      | Моника Пуиг             | 6-3 6-2        |
| 4.  | 16 июня 2013     | Падуя, Италия                     | Грунт      | Патриция Майр-Ахлайтнер | 6-2 6-3        |
| 5.  | 1 марта 2014     | Буэнос-Айрес, Аргентина           | Грунт      | Шанель Симмондс         | 6-2 7-5        |
| 6.  | 21 июня 2014     | Минск, Беларусь                   | Грунт      | Эма Микульчич           | 6-4 1-6 6-1    |
| 7.  | 27 июня 2015     | Москва, Россия                    | Грунт      | Валентина Ивахненко     | 6-2 6-2        |
| 8.  | 14 ноября 2015   | Минск, Беларусь                   | Хард (зал) | Башак Эрайдын           | 6-2 7-5        |
| 9.  | 27 февраля 2016  | Москва, Россия                    | Хард (зал) | Яна Сизикова            | 6-7(7) 6-4 6-3 |
| 10. | 13 марта 2016    | Пуэбла, Мексика                   | Хард (зал) | Ришел Хогенкамп         | 6-3 6-2        |
| 11. | 15 мая 2016      | Сен-Годенс, Франция               | Грунт      | Мария Саккари           | 1-6 7-6(3) 6-1 |
| 12. | 11 сентября 2016 | Будапешт, Венгрия                 | Грунт      | Синди Бургер            | 6-1 6-2        |
| 13. | 12 ноября 2016   | Пуна, Индия                       | Хард       | Рико Саваянаги          | 6-1 6-1        |
| 14. | 12 марта 2017    | Сан-Паулу, Бразилия               | Грунт      | Лаура Пигосси           | 6-2 6-1        |
| 15. | 15 октября 2017  | Обидуш, Португалия                | Ковёр      | Магдалена Френх         | 6-1 4-6 6-4    |
| 16. | 18 февраля 2018  | Перт, Австралия                   | Хард       | Кэти Данн               | 6-2 6-3        |
| 17. | 5 мая 2018       | Аньнин, Китай                     | Грунт      | Чжэн Сайсай             | 3-6 6-4 7-6(5) |
| 18. | 16 мая 2021      | Ла-Бисбаль-дель-Ампурдан, Испания | Грунт      | Аранча Рус              | 6-4 1-6 7-6(8) |
| 19. | 9 января 2022    | Монастир, Тунис                   | Хард       | Арлинда Рушити          | 1-6 6-4 7-5    |

#### Поражения (12)
| №   | Дата           | Турнир                   | Покрытие   | Соперница в финале | Счёт                   |
| 1.  | 6 ноября 2011  | Стамбул, Турция          | Хард (зал) | Леся Цуренко       | 1-6 5-7                |
| 2.  | 4 февраля 2012 | Берни, Австралия         | Хард       | Оливия Роговска    | 3-6 3-6                |
| 3.  | 23 июня 2013   | Монпелье, Франция        | Грунт      | Ана Конюх          | 3-6 1-6                |
| 4.  | 7 ноября 2015  | Касабланка, Марокко      | Грунт      | Мелани Клаффнер    | 6-2 6-7(7) 1-2 — отказ |
| 5.  | 4 ноября 2018  | Мумбаи, Индия            | Хард       | Луксика Кумкхум    | 6-1 2-6 3-6            |
| 6.  | 3 февраля 2019 | Лонсестон, Австралия     | Хард       | Елена Рыбакина     | 5-7 3-3 — отказ        |
| 7.  | 24 ноября 2019 | Анталья, Турция          | Хард       | Лина Джёрческа     | 3-6 6-3 1-6            |
| 8.  | 7 марта 2021   | Нью-Дели, Индия          | Хард       | Пия Ловрич         | 3-6 4-6                |
| 9.  | 8 мая 2022     | Бостад, Швеция           | Грунт      | Ипек Оз            | 3-6 1-6                |
| 10. | 15 мая 2022    | Пула, Италия             | Грунт      | Дарья Семенистая   | 4-6 6-4 1-6            |
| 11. | 24 июля 2022   | Дармштадт, Германия      | Грунт      | Антония Ружич      | 3-6 2-6                |
| 12. | 4 декабря 2022 | Рио-де-Жанейро, Бразилия | Грунт      | Ирина Шиманович    | 2-6 7-5 4-6            |

### Финалы турнировWTAв парном разряде (14)

#### Победы (9)
| Легенда:                      |
| ----------------------------- |
| Турниры Большого шлема (0)    |
| Олимпиада (0)                 |
| Итоговый турнир WTA (0)       |
| WTA 1000 (0+1)                |
| Premier / WTA 500 (0+1)       |
| International / WTA 250 (0+7) |

| Титулы по покрытиям | Титулы по месту проведения матчей турнира |
| ------------------- | ----------------------------------------- |
| Хард (0+3)          | Зал (0+1)                                 |
| Грунт (0+5)         | Зал (0+1)                                 |
| Трава (0+1)         | Открытый воздух (0+8)                     |
| Ковёр (0)           | Открытый воздух (0+8)                     |

| №  | Дата             | Турнир                  | Покрытие    | Партнёрша       | Соперницы в финале                        | Счёт           |
| 1. | 15 апреля 2018   | Богота, Колумбия        | Грунт       | Далила Якупович | Мариана Дуке Мариньо Надя Подорошка       | 6-3 6-4        |
| 2. | 9 апреля 2023    | Богота, Колумбия (2)    | Грунт       | Ирина Шиманович | Оксана Калашникова Катажина Питер         | 6-1 3-6 [10-6] |
| 3. | 21 апреля 2024   | Руан, Франция           | Грунт (зал) | Тимея Бабош     | Нейкта Бэйнс Майя Ламсден                 | 6-3 6-4        |
| 4. | 24 мая 2024      | Рабат, Марокко          | Грунт       | Яна Сизикова    | Анна Данилина Сюй Ифань                   | 6-3 6-2        |
| 5. | 26 июля 2024     | Яссы, Румыния           | Грунт       | Анна Данилина   | Александра Панова Яна Сизикова            | 6-4 6-2        |
| 6. | 15 сентября 2024 | Гвадалахара, Мексика    | Хард        | Анна Данилина   | Оксана Калашникова Камилла Рахимова       | 2-6 7-5 [10-7] |
| 7. | 22 сентября 2024 | Хуахин, Таиланд         | Хард        | Анна Данилина   | Моюка Утидзима Юдис Чун                   | 6-4 7-5        |
| 8. | 13 октября 2024  | Ухань, Китай            | Хард        | Анна Данилина   | Эйжа Мухаммад Джессика Пегула             | 6-3 7-6(6)     |
| 9. | 15 июня 2025     | Хертогенбос, Нидерланды | Трава       | Фанни Штоллар   | Николь Мелихар-Мартинес Людмила Самсонова | 7-5 6-3        |

#### Поражения (5)
| №  | Дата           | Турнир            | Покрытие    | Партнёрша            | Соперницы в финале                     | Счёт              |
| 1. | 7 апреля 2019  | Чарлстон, США     | Грунт       | Вероника Кудерметова | Анна-Лена Грёнефельд Алиция Росольская | 6-7(7) 2-6        |
| 2. | 7 апреля 2024  | Богота, Колумбия  | Грунт       | Анна Бондар          | Кристина Букша Камилла Рахимова        | 6-7(5) 6-3 [8-10] |
| 3. | 20 июля 2024   | Будапешт, Венгрия | Грунт       | Анна Данилина        | Катажина Питер Фанни Штоллар           | 3-6 6-3 [3-10]    |
| 4. | 2 марта 2025   | Мерида, Мексика   | Хард        | Анна Данилина        | Катажина Питер Маяр Шериф              | 6-7(2) 5-7        |
| 5. | 20 апреля 2025 | Руан, Франция     | Грунт (зал) | Линда Носкова        | Александра Крунич Сабрина Сантамария   | 0-6 4-6           |

### Финалы турнировWTA 125иITFв парном разряде (59)

#### Победы (40)
| №   | Дата             | Турнир                                  | Покрытие | Партнёрша              | Соперницы в финале                          | Счёт              |
| 1.  | 1 апреля 2011    | Рибейран-Прету, Бразилия                | Грунт    | Габриэла Се            | Моника Альбукерке Исабела Миро              | 6-2 6-4           |
| 2.  | 5 мая 2012       | Кьяссо, Швейцария                       | Грунт    | Дарья Гаврилова        | Маша Зец-Пешкирич Конни Перрен              | 6-0 7-6(1)        |
| 3.  | 19 мая 2012      | Сен-Годенс, Франция                     | Грунт    | Весна Долонц           | Наоми Броуди Юлия Глушко                    | 6-2 6-0           |
| 4.  | 16 июня 2013     | Падуя, Италия                           | Грунт    | Паула Каня             | Кристина Дину Маша Зец-Пешкирич             | 6-3 6-1           |
| 5.  | 23 июня 2013     | Монпелье, Франция                       | Грунт    | Рената Ворачова        | Паула Кристина Гонсалвес Инес Феррер Суарес | 6-1 6-4           |
| 6.  | 1 сентября 2013  | Флёрюс, Бельгия                         | Грунт    | Диана Марцинкевич      | Габриэла Се Даниэла Сегель                  | 6-4 6-3           |
| 7.  | 12 января 2014   | Виро-Бич, США                           | Грунт    | Элли Уилл              | Жаклин Како Саназ Маранд                    | 7-5 6-3           |
| 8.  | 19 января 2014   | Порт-Сент-Люси, США                     | Грунт    | Река-Луца Яни          | Джан Абаза Луиза Чирико                     | 6-4 6-4           |
| 9.  | 23 февраля 2014  | Буэнос-Айрес, Аргентина                 | Грунт    | Юлия Калабина          | Фернанда Брито Каролина де лос Сантос       | 6-3 6-2           |
| 10. | 28 февраля 2014  | Буэнос-Айрес, Аргентина                 | Грунт    | Юлия Калабина          | Констанса Вега Ана Виктория Гобби Монльяу   | 6-1 6-1           |
| 11. | 15 июня 2014     | Будапешт, Венгрия                       | Грунт    | Река-Луца Яни          | Катерина Крамперова Далила Якупович         | 7-5 6-4           |
| 12. | 20 июня 2014     | Минск, Беларусь                         | Грунт    | Илона Кремень          | Лидия Морозова Светлана Пироженко           | 7-5 6-0           |
| 13. | 18 января 2015   | Плантейшн, США                          | Грунт    | Эйжа Мухаммад          | Джан Абаза Саназ Маранд                     | 6-2 6-2           |
| 14. | 21 июня 2015     | Минск, Беларусь                         | Грунт    | Валентина Ивахненко    | Анастасия Васильева Пемра Озген             | 6-3 6-0           |
| 15. | 27 июня 2015     | Москва, Россия                          | Грунт    | Полина Лейкина         | Анастасия Васильева Алёна Фомина            | 7-5 7-5           |
| 16. | 26 июля 2015     | Дармштадт, Германия                     | Грунт    | Лидия Морозова         | Пемра Озген Анна Шефер                      | 6-4 6-4           |
| 17. | 19 декабря 2015  | Бангкок, Таиланд                        | Хард     | Валерия Соловьёва      | Нунгнадда Ваннасук Джесси Ромпис            | 5-7 6-4 [12-10]   |
| 18. | 25 декабря 2015  | Бангкок, Таиланд                        | Хард     | Валерия Соловьёва      | Пеангтарн Плипыч Чхве Джи Хи                | 6-3 4-6 [10-5]    |
| 19. | 17 сентября 2016 | Биарриц, Франция                        | Грунт    | Марина Заневская       | Корнелия Листер Нина Стоянович              | 4-6 7-5 [10-8]    |
| 20. | 11 ноября 2016   | Пуна, Индия                             | Хард     | Александрина Найденова | Совяня Бависетти Ришика Сункара             | 6-2 6-1           |
| 21. | 9 сентября 2017  | Балатонбоглар, Венгрия                  | Грунт    | Диана Марцинкевич      | Агнеш Букта Вивьен Юхасова                  | 6-4 6-3           |
| 22. | 7 января 2018    | Плейфорд, Австралия                     | Хард     | Далила Якупович        | Дзюнри Намигата Эрика Сэма                  | 2-6 7-5 [10-5]    |
| 23. | 5 мая 2018       | Аньнин, Китай                           | Грунт    | Далила Якупович        | Го Ханьюй Сунь Сюйлю                        | 6-1 6-1           |
| 24. | 30 сентября 2018 | Валенсия, Испания                       | Грунт    | Нина Стоянович         | Валентини Грамматикопулу Рената Сарасуа     | 6-1 6-4           |
| 25. | 31 октября 2021  | Лес-Франкесес-дель-Вальес, Испания      | Хард     | Арина Родионова        | Сузан Бандекки Эден Сильва                  | 2-6 6-3 [10-6]    |
| 26. | 6 марта 2022     | Санто-Доминго, Доминиканская Республика | Хард     | Наталья Стеванович     | Дарья Семенистая Анастасия Тихонова         | 6-1 7-6(5)        |
| 27. | 17 июля 2022     | Ашаффенбург, Германия                   | Грунт    | Мария Тимофеева        | Каролина Кубанова Ивана Шебестова           | 6-2 5-7 [10-3]    |
| 28. | 7 августа 2022   | Хехинген, Германия                      | Грунт    | Диана Шнайдер          | Тамара Чурович Кьяра Шоль                   | 6-2 6-3           |
| 29. | 25 сентября 2022 | Оточец, Словения                        | Грунт    | Ирина Шиманович        | Сандра Самир Ян Яи                          | 6-2 6-4           |
| 30. | 9 октября 2022   | Созопол, Болгария                       | Грунт    | Елена Малыгина         | Илона Джорджана Гьороае Ребека Штолмар      | 7-6(3) 6-2        |
| 31. | 16 октября 2022  | Созопол, Болгария                       | Грунт    | Дарья Астахова         | Ясмейн Гимбрере Елена Малыгина              | Без игры          |
| 32. | 8 января 2023    | Канберра, Австралия                     | Хард     | Анастасия Тихонова     | Робин Андерсон Хейли Баптист                | 6-4 7-5           |
| 33. | 19 марта 2023    | Анапойма, Колумбия                      | Грунт    | Валерия Страхова       | Эва Веддер Андреа Гамис                     | 6-0 1-6 [10-4]    |
| 34. | 26 марта 2023    | Москера, Колумбия                       | Грунт    | Валерия Страхова       | Сильвия Амброзио Лена Пападакис             | 5-7 7-6(3) [10-8] |
| 35. | 30 апреля 2023   | Стамбул, Турция                         | Грунт    | Далила Якупович        | Валерия Страхова Присцилла Хон              | 7-6(3) 6-4        |
| 36. | 16 июля 2023     | Бостад, Швеция                          | Грунт    | Панна Удварди          | Эри Ходзуми Чан Су Джон                     | 4-6 6-3 [10-5]    |
| 37. | 24 сентября 2023 | Парма, Италия                           | Грунт    | Далила Якупович        | Анна Бондар Кимберли Циммерман              | 6-2 6-3           |
| 38. | 19 мая 2024      | Парма, Италия                           | Грунт    | Анна Данилина          | Эликсан Лешемия Ингрид Мартинс              | 6-1 6-2           |
| 39. | 9 июня 2024      | Бари, Италия                            | Грунт    | Анна Данилина          | Анжелика Морателли Рената Сарасуа           | 6-1 6-3           |
| 40. | 18 мая 2025      | Париж, Франция                          | Грунт    | Фанни Штоллар          | Тереза Михаликова Оливия Николлс            | 4-6 7-6(5) [10-5] |

#### Поражения (19)
| №   | Дата            | Турнир            | Покрытие   | Партнёрша          | Соперницы в финале                | Счёт              |
| 1.  | 17 июля 2010    | Звевегем, Бельгия | Грунт      | Марина Заневская   | Валерия Савиных Ришел Хогенкамп   | 3-6 6-3 [7-10]    |
| 2.  | 21 августа 2010 | Вестенде, Бельгия | Хард       | Алисон ван Эйтванк | Кверина Лемойне Деми Схюрс        | 6-3 4-6 [4-10]    |
| 3.  | 16 июня 2012    | Крайова, Румыния  | Грунт      | Паула Каня         | Ленка Винерова Рената Ворачова    | 6-2 3-6 [6-10]    |
| 4.  | 9 июня 2013     | Брешиа, Италия    | Грунт      | Река-Луца Яни      | Моника Адамчак Юрика Сэма         | 4-6 5-7           |
| 5.  | 8 марта 2014    | Ирапуато, Мексика | Хард       | Анна Цая           | Инди де Вроме Дениз Мюрсан        | 4-6 7-5 [7-10]    |
| 6.  | 12 октября 2014 | Бангкок, Таиланд  | Хард       | Дарья Гаврилова    | Лу Цзинцзин Лю Чан                | 4-6 3-6           |
| 7.  | 3 мая 2015      | Шарлотсвилл, США  | Грунт      | Ольга Янчук        | Франсуаза Абанда Мария Санчес     | 1-6 3-6           |
| 8.  | 4 октября 2015  | Чжухай, Китай     | Хард       | Эмили Уэбли-Смит   | Сюй Шилинь Ю Сяоди                | 6-3 2-6 [4-10]    |
| 9.  | 12 марта 2016   | Пуэбла, Мексика   | Хард (зал) | Ксения Лыкина      | Акико Омаэ Прартхана Тхомбаре     | 4-6 6-2 [8-10]    |
| 10. | 7 мая 2016      | Тунис, Тунис      | Грунт      | Ипек Сойлу         | Арина Родионова Валерия Страхова  | 1-6 2-6           |
| 11. | 12 ноября 2017  | Хуахин, Таиланд   | Хард (зал) | Далила Якупович    | Ван Яфань Дуань Инъин             | 3-6 3-6           |
| 12. | 26 ноября 2017  | Мумбаи, Индия     | Хард       | Далила Якупович    | Виктория Родригес Бибиана Схофс   | 5-7 6-3 [7-10]    |
| 13. | 27 января 2019  | Берни, Австралия  | Хард       | Марина Заневская   | Эллен Перес Арина Родионова       | 4-6 3-6           |
| 14. | 1 мая 2022      | Загреб, Хорватия  | Грунт      | Лина Джёрческа     | Анастасия Децюк Катарина Завацкая | 4-6 7-6(5) [9-11] |
| 15. | 3 июля 2022     | Монпелье, Франция | Грунт      | Эстель Касино      | Андреа Гамис Андреа Ласаро Гарсиа | 4-6 6-2 [11-13]   |
| 16. | 10 июля 2022    | Бостад, Швеция    | Грунт      | Михаэла Бузарнеску | Мисаки Дои Ребекка Петерсон       | Без игры          |
| 17. | 2 октября 2022  | Оточец, Словения  | Грунт      | Ирина Шиманович    | Анна Сискова Джесси Эни           | 0-3 — отказ       |
| 18. | 27 ноября 2022  | Валенсия, Испания | Грунт      | Ирина Шиманович    | Кристина Букша Илена Ин-Альбон    | 3-6 2-6           |
| 19. | 18 июня 2023    | Валенсия, Испания | Грунт      | Ангелина Габуева   | Алёна Большова Андреа Гамис       | 4-6 6-4 [7-10]    |

### Финалы командных турниров (1)

#### Поражения (1)
| №  | Год  | Турнир          | Команда                                                | Соперник в финале                           | Счёт |
| 1. | 2013 | Кубок Федерации | Россия А.Панова, И.Хромачёва, А.Клейбанова, М.Гаспарян | Италия С.Эррани,Р.Винчи,Ф.Пеннетта, К.Кнапп | 0-4  |

## История выступлений на турнирах
По состоянию на 9 июня 2025 года
Для того, чтобы предотвратить неразбериху и удваивание счета, информация в этой таблице корректируется только по окончании участия там данного игрока.
| Турнир                       | 2011  | 2012  | 2013  | 2016  | 2017  | 2018  | 2019  | 2020  | 2023  | Итог  | В/П за карьеру |
| ---------------------------- | ----- | ----- | ----- | ----- | ----- | ----- | ----- | ----- | ----- | ----- | -------------- |
| Турниры Большого шлема       |       |       |       |       |       |       |       |       |       |       |                |
| Открытый чемпионат Австралии | К     | К     | К     | К     | 1Р    | К     | К     | -     | К     | 0 / 1 | 0-1            |
| Открытый чемпионат Франции   | -     | -     | К     | К     | 1P    | -     | -     | -     | -     | 0 / 1 | 0-1            |
| Уимблдонский турнир          | -     | -     | -     | К     | 1Р    | К     | -     | НП    | -     | 0 / 1 | 0-1            |
| Открытый чемпионат США       | -     | К     | -     | К     | -     | К     | -     | 1P    | -     | 0 / 1 | 0-1            |
| Итог                         | 0 / 0 | 0 / 0 | 0 / 0 | 0 / 0 | 0 / 3 | 0 / 0 | 0 / 0 | 0 / 1 | 0 / 0 | 0 / 4 |                |
| В/П в сезоне                 | 0-0   | 0-0   | 0-0   | 0-0   | 0-3   | 0-0   | 0-0   | 0-1   | 0-0   |       | 0-4            |

К — проигрыш в квалификационном турнире.
| Турнир                       | 2017  | 2018  | 2019  | 2020          | 2021          | 2023          | 2024  | 2025  | Итог   | В/П за карьеру |
| ---------------------------- | ----- | ----- | ----- | ------------- | ------------- | ------------- | ----- | ----- | ------ | -------------- |
| Турниры Большого шлема       |       |       |       |               |               |               |       |       |        |                |
| Открытый чемпионат Австралии | -     | 2Р    | 1Р    | -             | -             | -             | 1Р    | 1Р    | 0 / 4  | 1-4            |
| Открытый чемпионат Франции   | 2Р    | 3Р    | -     | -             | 1Р            | 2Р            | 1Р    | 1Р    | 0 / 6  | 4-6            |
| Уимблдонский турнир          | К     | 1Р    | -     | НП            | -             | -             | 2Р    |       | 0 / 2  | 1-2            |
| Открытый чемпионат США       | -     | 1/4   | -     | 1Р            | -             | 2Р            | 1/4   |       | 0 / 4  | 7-4            |
| Итог                         | 0 / 1 | 0 / 4 | 0 / 1 | 0 / 1         | 0 / 1         | 0 / 2         | 0 / 4 | 0 / 2 | 0 / 16 |                |
| В/П в сезоне                 | 1-1   | 6-4   | 0-1   | 0-1           | 0-1           | 2-2           | 4-4   | 0-2   |        | 13-16          |
| Турниры WTA 1000             |       |       |       |               |               |               |       |       |        |                |
| Доха                         | ОС    | -     | ОС    | -             | ОС            | ОС            | 1/4   | 1/4   | 0 / 2  | 4-2            |
| Дубай                        | -     | ОС    | -     | ОС            | -             | -             | -     | 2Р    | 0 / 1  | 1-1            |
| Индиан-Уэлс                  | -     | -     | 2Р    | НП            | -             | -             | 1Р    | 1Р    | 0 / 3  | 1-3            |
| Майами                       | -     | -     | 1Р    | НП            | -             | -             | 1/4   | 1Р    | 0 / 3  | 2-3            |
| Мадрид                       | -     | -     | -     | НП            | -             | -             | -     | 2Р    | 0 / 1  | 1-1            |
| Рим                          | -     | -     | -     | -             | -             | -             | -     | 1Р    | 0 / 1  | 0-1            |
| Цинциннати                   | -     | -     | -     | -             | -             | -             | 1Р    |       | 0 / 1  | 0-1            |
| Пекин                        | -     | -     | -     | НП            | НП            | -             | 1Р    |       | 0 / 1  | 0-1            |
| Ухань                        | -     | -     | -     | Не проводился | Не проводился | Не проводился | П     |       | 1 / 1  | 5-0            |
| Итог                         | 0 / 0 | 0 / 0 | 0 / 2 | 0 / 0         | 0 / 0         | 0 / 0         | 1 / 6 | 0 / 6 | 1 / 14 |                |
| В/П в сезоне                 | 0-0   | 0-0   | 1-2   | 0-0           | 0-0           | 0-0           | 9-5   | 4-6   |        | 14-13          |